# 根室郡
根室郡（日语：／ Nemuro gun */?）為日本北海道根室支廳的郡，轄區包函現在的根室市及野付郡別海町。成立於1869年北海道設置11國86郡時，已於1957年因無管轄町村被廢除。
郡名來自阿伊努語的「ni-moy/ni-muy」（樹木海灣）或「ni-mu-oro」（樹木繁茂的地方）或「mem-or-o-pet」（在有泉水的地方的河流）。

## 沿革

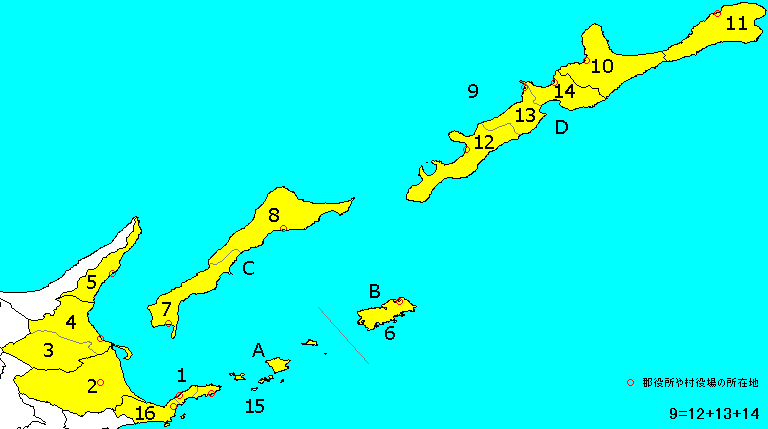
根室郡最初轄下町村：1.根室町、16.和田村

- 1869年8月15日：北海道設置11國86郡，根室國根室郡成立。
- 1897年11月：北海道實施支廳制，根室國根室郡隸屬根室支廳之管轄，此時根室郡下轄根室町、西別村、走古潭村、厚別村、和田村、幌茂尻村、穗香村。[2]（1町6村）
- 1900年4月1日：花咲郡花咲村、友知村的一部区域併入根室町，根室町成為北海道一級町。
- 1906年4月1日：和田村、幌茂尻村、穗香村與花咲郡昆布盛村、落石村合併為根室郡和田村，並成為北海道二級村。（1町4村）
- 1923年4月1日：厚別村、走古潭村、西別村與野付郡別海村合併為野付郡別海村（現在的別海町），並脫離根室郡之管轄。（1町1村）
- 1957年8月1日：根室町和和田村為根室市[3]，並脫離根室郡之管轄。根室郡因已無管轄之町村而同時廢除。